# 23855 Брендоншіг
23855 Брендоншіг (23855 Brandonshih) — астероїд головного поясу, відкритий 14 вересня 1998 року.
Тіссеранів параметр щодо Юпітера — 3,338.